# Eulamprus kosciuskoi
Eulamprus kosciuskoi — вид сцинкоподібних ящірок родини сцинкових (Scincidae). Ендемік Австралії.

## Поширення і екологія
Eulamprus kosciuskoi мешкають в горах Великого Вододільного хребта на південному сході Австралії, зокрема у Сніжних горах на території Нового Південного Уельсу та в сусідніх районах Вікторії, на плато Нової Англії та в горах Баррінгтон-Топс, на північ до Стенторпа в Квінсленді. Вони живуть на берегах річок і на болотах, оточених лісами, пустищами і луками, на висоті від 1000 до 2000 м над рівнем моря або вище.